# Veski (Kõlleste)
Veski – wieś w Estonii, w prowincji Põlva, w gminie Kõlleste. Na zachód od wsi ma swoje źródła rzeka Porijõgi.